# エリダヌス座ウプシロン3星
エリダヌス座υ3星（エリダヌスざウプシロン3せい）は、エリダヌス座の恒星で4等星。

## 名称
固有名のベーミン (Beemim) は、元々トレミーが著書『アルマゲスト』の中で名付けた「（川の）曲がり目」を意味する ηκαμπη に由来する。これがアラビア語に bhmn と訳されて取り入れられ、さらにアラビア語訳された『アルマゲスト』が中世のヨーロッパに紹介されたときに誤って beemun と伝えられ、さらに beemimやbeemin と崩された。さらに、この言葉がヘブライ語で「双子」を意味する te)omim に由来するものと誤解された。最後に、υ1星からh星まで続く暗い星々を指す Theemin となった。Theemin は2017年2月1日に国際天文学連合の恒星の命名に関するワーキンググループ (Working Group on Star Names, WGSN) によってυ2星として承認された。さらに2017年6月30日に WGSN は、Beemimを、トレミーが指していたυ3星の固有名として承認した。